# Mega Man Battle Network 5
Megaman Battle Network 5RockMan EXE 5 (ロックマンエグゼ5) é um jogo para Gameboy Advanced e Nintendo DS.
O quinto capítulo da série EXE introduz um novo sistema de jogo na série: jogabilidade em grupos. Em cada versão de Rockman EXE 5 você controlará mais 6 Navis além de Rockman durante as Liberate Missions, missões em turnos, como em alguns jogos de estratégia. E dessa vez você controla os personagens mesmo, não com modos de batalha alterados como no BCGP e EXE 4.5, cada Navi tem uma especialidade (exceto Rockman [MegaMan]). 
Os maiores erros de RockMan EXE 4 foram corrigidos nesse jogo, agora tem uma aventura principal e áreas secretas depois que o jogo é fechado, como no EXE 2 e 3. O sistema de Soul Unisons continua, e ganha uma versão especial com Dark Chips, as Chaos Unisons e também existe uma Cross (como no EXE 6) secreta nomeada Forte Cross (Bass Cross na versão americana) que pode ser adquirida na versão DS ao conectar a versão de GBA com o ícone de Forte (Bass) ou na versão de GBA adquirindo o mod no jogo, o jogo possui um sistema de mods de programa para alterar as habilidades de Rockman (MegaMan), adicionar a cross secreta para transformar o Rockman (MegaMan) em Rockman Forte Cross (Bass Cross MegaMan), na versão Blues (ProtoMan) o Rockman Forte Cross (Bass Cross MegaMan) é dourado (da mesma cor do Forte [Bass]), mas na versão Colonel o Rockman Forte Cross (Bass Cross MegaMan) é prateado e possui habilidades diferentes, pode ser destravado com o Game Shark, Code Breaker ou Action Replay e também na versão DS a Sol Cross pode ser adquirida para transformar Rockman (MegaMan) em Rockman Sol Cross (Sol Cross MegaMan) ao conectar Boktai 3 na entrada de cartucho do GBA no Nintendo DS. Usar os Dark Chips para as Chaos Unisons não resulta em perda de HP e nem em Dark Soul, mas se você usar os Dark Chips do jeito normal, resultará no sistema de Dark Soul, como no EXE 4. Além disso, o jogo tem as mudanças de sempre, novos Battle Chips, inimigos, etc... Rockman EXE 5 é uma grande melhora em relação aos seus antecessores do BCGP para a frente e com certeza é uma boa pedida para os fãs da série.

## Navis

### Team of Blues (ProtoMan)
- RockMan.EXE (MegaMan.EXE) (operador)
- Blues.EXE (ProtoMan.EXE) (líder)
- MagnetMan.EXE (defesa)
- GyroMan.EXE (movimentação)
- NapalmMan.EXE (ataque)
- SearchMan.EXE (inteligência)
- Medi.EXE (Meddy.EXE) (suporte)

### Team of Colonel
- RockMan.EXE (MegaMan.EXE) (operador)
- Colonel.EXE (líder)
- KnightMan.EXE (defesa)
- ShadowMan.EXE (movimentação)
- TomahawkMan.EXE (ataque)
- NumberMan.EXE (inteligência)
- ToadMan.EXE (suporte)

## Souls Unisons
Como no EXE 4/Battle Network 4,existe o sistema de soul unison, que é exatamente a "Fusão" com outros navis,elas são conseguidas ao longo do jogo.Há 12 soul unisons no Megaman Battle Network 5:6 na versão team Colonel e 6 na versão team ProtoMan

### Souls Team Protoman
Obs:Estão na ordem de obtenção(na ordem que se consegue)e a Bass Cross não está na lista
Magnet Soul:Após a liberation mission contra o darkloid ShadeMan.EXE, daí, aparecerá uma cena e você conecta no Esquilo,sairá um guia de como usar a soul unison,a Magnet Soul é acionada com chips do elemento trovão(no guia é usado o chip Thunder).Seu tiro carregado é um Imã que traz o navi para a primeira linha.
Gyro Soul:Após a Liberation Mission contra o darkloid CloudMan.EXE,a Gyro Soul é acionada com chips do tipo Vento(Wind,Fan,Tornado).Seu tiro carregado é um tiro de vento como um furacão,que atinge 3 quadrados a frente de MegaMan
Napalm Soul:Após a liberation mission contra DarkMega(O Megaman darkloid do mal),a Napalm Soul é acionada com chips do elemento Fogo(Asteroids,FireHits).Seu tiro carregado são 5 tiros seguidos com dano de 7 HP para cada
Serch Soul(ou Search Soul):Após a liberation mission contra CosmoMan.EXE,a Serch Soul é acionada com chips do tipo mira(MarkCannons)
Meddy Soul(Medi Soul):Após a liberation mission contra DarkProto(O ProtoMan do mal),a Meddy Soul é acionada com chips do tipo recuperação(Recovers 10,30,80,120,150,200 e 300 ou o NaviChip Roll)
Proto Soul(Blues Soul):Na hora quando vai desativar o servidor em Undernet 4,a Proto Soul é acionada com chips do tipo Espada(Swords,Blades,etc.)]

### Team Colonel
Knight Soul::Após a liberation mission contra o darkloid ShadeMan.EXE,daí,aparecerá uma cena e você conecta no Esquilo,sairá um guia de como usar a soul unison.A Knight Soul é usada por chips tipo-metal(Quakes,Drills).Seu tiro carregado é uma Bola de Espinho.Quando você usa chips os ataques inimigos não irão te atingir
Shadow Soul:Após a Liberation Mission contra o darkloid CloudMan.EXE,a Shadow Soul é acionada com chips do tipo Invisibilidade(Invisibl).Seu tiro carregado é uma espada longa(longsword).Aperte B <- para usar o antidamage.Você podera andar em cima de paineis rachados sem quebrar eles.
Tomahawk Soul:Após a liberation mission contra DarkMega(O Megaman darkloid do mal),a Tomahawk Soul é acionada com chips do elemento Madeira(CactBalls).Seu tiro carregado é um machado que atinge 3 linhas e duas colunas(como a customsword ou a lifesword).Ao se transformar você irá transformar todos os paineis em grama. Você regenera sua vida em paineis tipo grama.
Number Soul:Após a liberation mission contra CosmoMan.EXE,a Number Soul é acionada por chip tipo power-ups(atk+10,navi+20,etc.).Seu tiro carregado é um dado que é lançado 3 quadrados a frente e o dano multiplica pelo número que sair nele. Sua custom screen ficara com 10 chips dísponiveis.
Toad Soul:Após a liberation mission contra DarkColonel(O Colonel do mal),a Toad Soul é acionada com chips do elemento água(WideShot). Seu tiro carregado é uma nota musical elétrica que segue um pouco o inimigo.Em paineis tipo água megaman ficara submerso fazendo com que ele não possa ser atingido, a não ser por golpes elétricos.
Colonel Soul:Na hora quando vai desativar o servidor em Undernet 4,a Colonel Soul é acionada com chips do tipo Obstáculo.Seu tiro carregado será o crossdice(O golpe de colonel). Se tiver pedras, rockcubes, bombas etc, elas serão destruídas e em seu lugar aparecerão soldados que atingirão o oponente.Você ganhará a habilidade "armchange" que faz que quando você estiver na custom screen cetos tipos de chips(cannos, guards etc.) possam ser sacrificados para substituir seu tiro carregado pelo golpe desse chip, essa habilidade dura por 1 turno.
descrição Souls team colonel feitas por: Raphael B. C.

## Chaos Unisons
A Versão Negra da Soul Unison é chamada de Chaos Unison,esse sistema é adquirido após a liberation mission contra DarkMega,pois ainda existe um mal em MegaMan.EXE,pode ser ativados por certos darkchips

### Team Protoman
Magnet Chaos:Seu tiro carregado é uma dark Thunder e o chip para acioná-la é a Dark Thunder conseguida no Mr.Quiz do SciLab
Gyro Chaos:Seu tiro é um Dark Tornado e o chip par a acionar é a Dark Tornado
Napalm Chaos:Seu Tiro é uma chuva de meteoros, o chip para acioná-la é a Dark Meteor
Search Chaos:Seu tiro é uma Dark Circle e o dark chip par a sacrificar é o mesmo DarkCircle
Meddy Chaos:Seu "tiro" carregado é um Dark Recover que recupera 1000 hp,o chip para acionar é o mesmo
Proto Chaos/Blues Chaos:Seu tiro carregado é uma espada que atinge 6 quadrados,o chip para acionar é a DarkSword Z

### Team Colonel
Knight Chaos:Seu tiro carregado é uma dark Drill e o chip para acioná-la é a Dark Drill
Shadow Chaos:Seu "tiro" é um Dark Invis e o chip par a acionar é a Dark Invis
TomaHawk Chaos:Seu Tiro é uma Lança que atinge 3 quadrados do adversário na parte de trás, o chip para acioná-la é a DarkLance
Number Chaos:Seu tiro é uma Dark Plus e o dark chip par a sacrificar é o mesmo DarkPlus,que pode ser encontrado num BugFrag Dealer em Undernet 2.
Toad Chaos:Seu tiro carregado é um Dark Wide que faz 300 de dano,o chip para acionar é o mesmo DarkWide
Colonel Chaos:Seu tiro carregado é um Dark Sound,o chip para acionar é a Dark Sound